# Wilhelm Hauff

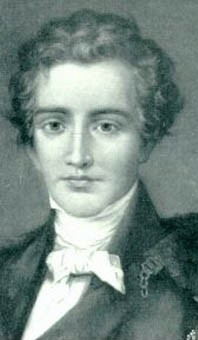
Wilhelm Hauff

Wilhelm Hauff (Stuttgart, 29 november 1802 – Stuttgart, 18 november 1827) was een Duitse schrijver uit de romantiek, vooral bekend om zijn sprookjes.

## Leven en werk
Hauff studeerde theologie in Tübingen en werd vervolgens huisonderwijzer bij Ernst Eugen Freiherr von Hügel, hoofd van het Württembergse ministerie van oorlog, voor wiens kinderen hij zijn eerste sprookjes schreef. Vanaf 1826 publiceerde hij deze, samen met onder andere de Gebroeders Grimm, in toentertijd bekende Sprookjesalmanakken. Zijn sprookjes vormen een duidelijke exponent van de tijdgeest der romantiek en ademen regelmatig de sfeer van 1001-nacht. Beroemd zijn: Kalief Ooievaar, Het spookschip, De geschiedenis van de kleine Moek, De herberg in de Spessart en De grot van Steenfoll. Met name in Duitstalige landen werden ze snel populair. 
Hauff schreef verder ook diverse romantische verhalen en novellen, waarvan De man in de maan (een satire, 1825), Fantasieën in de Bremer raadskelder (1827), De bedelares van de Pont des Arts (1826) en Jood Süss (1827) de bekendste zijn. Verder schreef hij onder invloed van Walter Scott nog de historische roman Lichtenstein, alsook enige gedichten en liederen.
Hauff trouwde in 1827 met zijn nicht Louise, werd in datzelfde jaar nog vader, maar een week na de geboorte van zijn kind stierf hij aan buiktyfus, waarschijnlijk opgelopen tijdens een reis door Tirol, nog geen 25 jaar oud.

## Trivia
- Veel van Hauffs sprookjes werden in het Nederlands vertaald. Een Prisma-pocketuitgave van Uitgeverij Het Spectrum uit 1961 beleefde een viertal drukken. Voordien, in 1914, waren er bij uitgeverij Desclée de Brouwer in Brugge al twee sprookjes in vertaling verschenen, Dwerg Neuze en Moekske, geïllustreerd met pentekeningen door Jules Fonteyne.
- In 1826 maakte Hauff een reis naar Nederland. Hauff maakte regelmatig reizen, onder meer ook naar Frankrijk en Noord-Duitsland.

## Werken

### Sprookjes en sagen

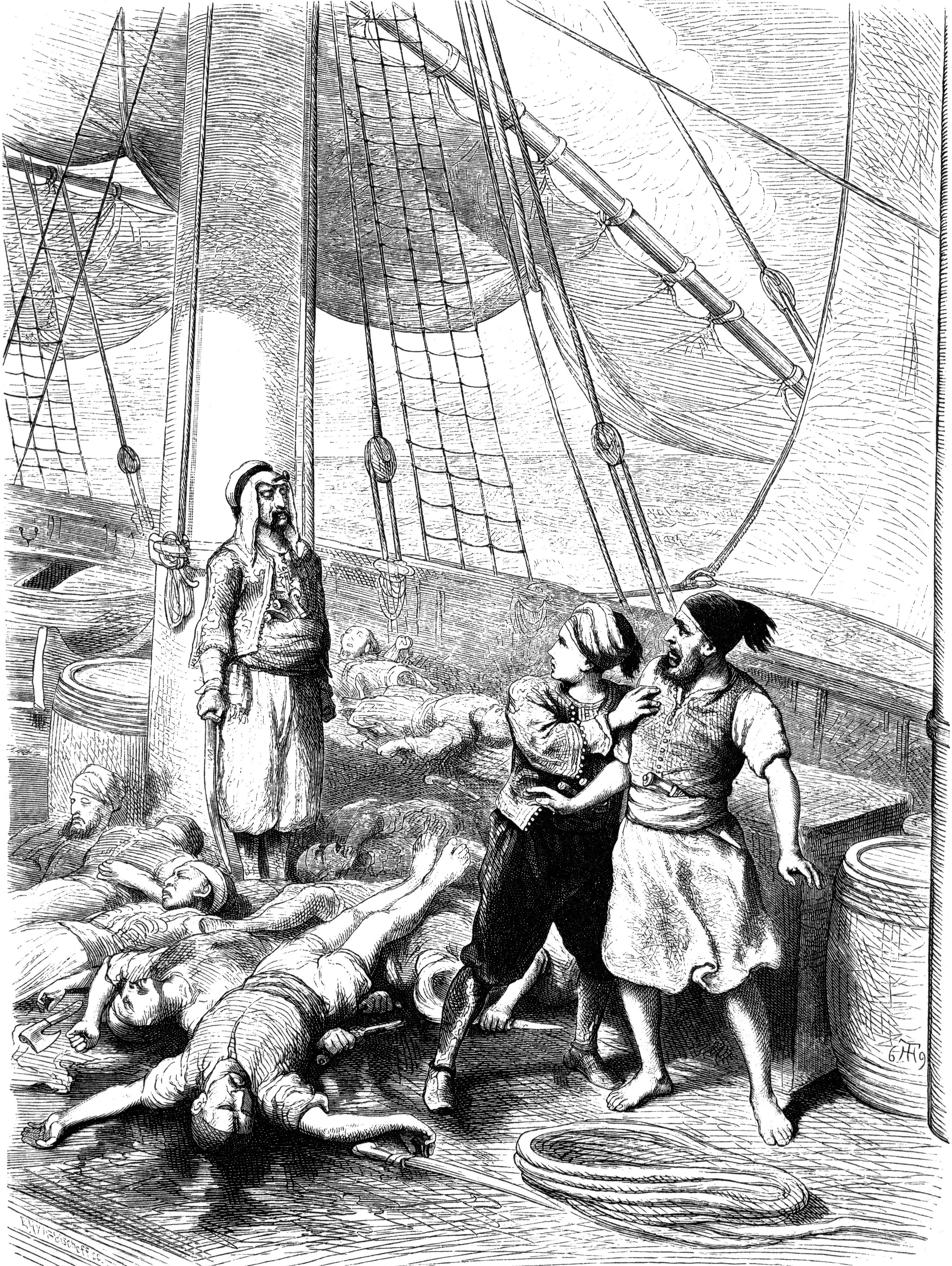
Illustratie bij Het spookschip

- Märchen-Almanach auf das Jahr 1826 für Söhne und Töchter gebildeter Stände (1825)
  - Märchen als Almanach (inleiding op de almanak)
  - Die Karawane (nl: De karavaan, raamvertelling)
  - Die Geschichte vom Kalif Storch (nl: Kalief Ooievaar)
  - Die Geschichte von dem Gespensterschiff (nl: Het spookschip)
  - Die Geschichte von der abgehauenen Hand (nl: Het verhaal van de afgehouwen hand)
  - Die Errettung Fatmes (nl: De redding van Fatme)
  - Die Geschichte von dem kleinen Muck (nl: De geschiedenis van de kleine Moek)
  - Das Märchen vom falschen Prinzen (nl: Het sprookje van de onechte prins)
- Märchen-Almanach auf das Jahr 1827 für Söhne und Töchter gebildeter Stände (1826)
  - Der Scheich von Alessandria und seine Sklaven (raamvertelling)
  - Der Zwerg Nase
  - Abner, der Jude, der nichts gesehen hat
  - Der Affe als Mensch
  - Die Geschichte Almansors
- Märchen-Almanach auf das Jahr 1828 für Söhne und Töchter gebildeter Stände (1827)
  - Das Wirtshaus im Spessart (nl: De herberg in het Spessar-gebergte door Agatha, 1887.)
  - Die Sage vom Hirschgulden (nl: De sage van het hertsgulden)
  - Das kalte Herz (nl: Het hart van steen, twee delen)
  - Saids Schicksale (nl: Saids lotgevallen)
  - Die Höhle von Steenfoll - Eine schottländische Sage (nl: De grot van Steenfoll)
- Ruine Reußenstein

### Verhalen en novellen

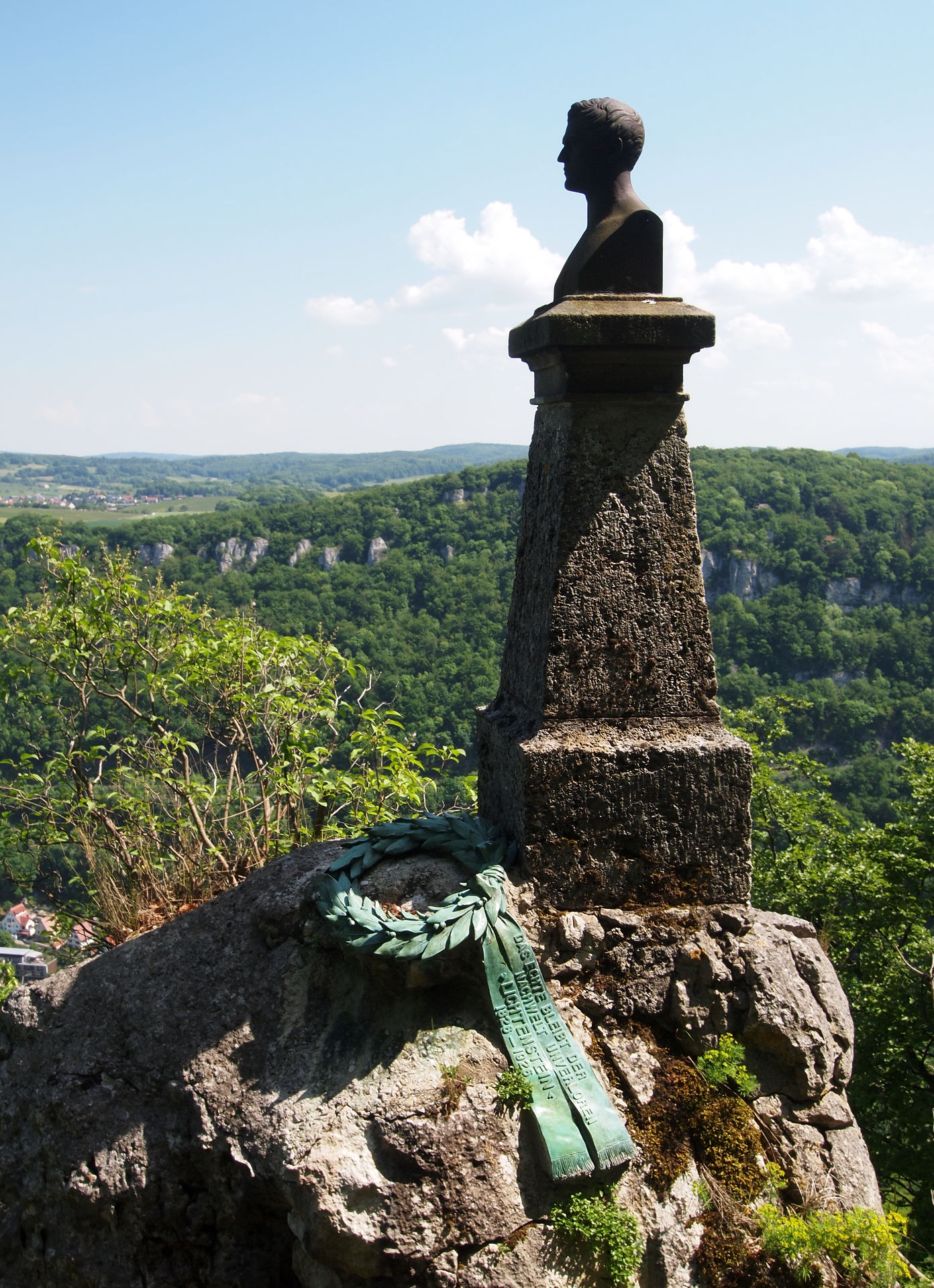
Monument bij kasteel Lichtenstein

- Der Mann im Mond oder Der Zug des Herzens ist des Schicksals Stimme, 1825
- Mittheilungen aus den Memoiren des Satan, 1825/1826 (satire, 2 delen)
- Othello, 1826
- Die Sängerin, 1826
- Controvers-Predigt über H. Clauren und den Mann im Mond (1827)
- Die Bettlerin vom Pont des Arts, 1827 (nl: De bedelares van de Ponte des Arts)
- Jud Süß,1827 (nl: Süsz de Jood)
- Die letzten Ritter von Marienburg
- Das Bild des Kaisers
- Phantasien im Bremer Ratskeller, ein Herbstgeschenk für Freunde des Weines, 1827
- Die Bücher und die Lesewelt
- Freie Stunden am Fenster
- Der ästhetische Klub
- Ein Paar Reisestunden

### Roman
- Lichtenstein, 1826, 3 delen (nl: De jonkvrouwe van Liechtenstein)